# 托尼維爾 (密蘇里州)
托尼維爾（英語：Taneyville）是位於美國密蘇里州托尼縣的村。

## 人口
根據2020年美國人口普查的數據，托尼維爾的面積為1.18平方千米，皆為陸地。當地共有人口274人，而人口密度為每平方千米232人。